# Skrzydlik studziennik
Skrzydlik studziennik (Fissidens fontanus (Bach. Pyl.) Steud.) – gatunek mchu należący do rodziny skrzydlikowatych (Fissidentaceae). Występuje w Ameryce Północnej, Ameryce Centralnej, na Karaibach, w Europie i Afryce.

## Biologia i ekologia
Skrzydlik studziennik to roślina wodna, spotykana w wodach stojących lub wolno płynących. Czasami wynurzona, w wyniku wahań poziomu wody w zbiorniku.

## Systematyka i nazewnictwo
Synonimy: Fissidens debilis Schwägr., Fissidens julianus (Savi) Schimp., Octodiceras julianum var. ohioense Emig, Skitophyllum fontanum Bach. Pyl.

## Ochrona
Roślina objęta jest w Polsce ścisłą ochroną gatunkową od 2004 r. Jej status ochronny potwierdzony został w Rozporządzeniu Ministra Środowiska z dnia 9 października 2014 w sprawie ochrony gatunkowej roślin.